# Čad
Čad (arabsky تشاد, Tšād, francouzsky Tchad), plným názvem Čadská republika, je vnitrozemský stát ležící v oblasti Sahary a Sahelu ve střední Africe. Jeho sousedy jsou Libye (sever), Súdán (východ), Středoafrická republika (jih), Kamerun (jihozápad), Nigérie (krátký úsek přes Čadské jezero) a Niger (západ). Úředními jazyky jsou arabština a francouzština, mírnou většinu obyvatel tvoří muslimové. Název státu je odvozen od Čadského jezera, které na jeho území svou značnou částí zasahuje.

## Dějiny

### Předkoloniální období
Čad představuje velkou směsici národností a kultur. Na jeho území se hovoří více než stovkou jazyků a dialektů. Země byla osídlena již brzy po vzniku moderního člověka. Na území Čadu byly dokonce zachyceny pozůstatky nejstaršího známého hominina druhu Sahelanthropus tchadensis, později se zde vyskytoval také Australopithecus bahrelghazali.
První stát Kánem-Borno vznik na území Čadu v 9. století. V 15. století začíná arabská expanze a islamizace země a v 16. století vzniká království Wadaj, které v období své největší moci ovládalo hlavní stezku vedoucí do Libye a Středomoří z jihu Afriky. Muslimští obchodníci se smísili s místním černošským obyvatelstvem a předznamenali budoucí spory mezi černošským jihem a arabským severem země.

### Koloniální období
V 19. století se stalo území francouzskou kolonií a bylo přičleněno k Francouzské rovníkové Africe. Dnešní hranice dostala země v roce 1891. Během druhé světové války kolonie odmítla kolaborantskou vládu Francie ve Vichy a spojila se s Svobodnou Francii generála de Gaulla. Po válce země získala autonomii a v roce 1960 úplnou nezávislost.

### Nezávislost
Prvním prezidentem se stal Francois Tombalbaye a dokonce byla sepsána ústava. V roce 1966 však v zemi vypukla občanská válka, ve které se angažovala Libye podporující muslimský sever země. V roce 1975 povolal Tombalbaye na pomoc do země vojáky z Francie. Zanedlouho potom byl však při převratu zavražděn. Severní část země, tzv. Aouzou, kde se nacházejí bohatá naleziště uranu, si přivlastnila Libye a boj mezi různými frakcemi pokračoval do roku 1984. V tomto roce se s pomocí francouzské armády stal prezidentem Hissène Habré. Prezident stabilizoval zemi a vyhnal libyjské vojáky ze severu země. V roce 1989 byla podepsána smlouva mezi Čadem a Libyí o území Auozou (ovšem definitivně byl spor rozřešen až r. 1994). Prezident Habré vyhrál i volby v roce 1990, ale po půl roce byl sesazen Vlasteneckým hnutím spásy pod vedením generála Idrisse Déby.

### Novodobé dějiny
Déby usmířil rozeštvanou zemi a přinesl mír. V roce 1996 a 2001 byl opět zvolen prezidentem. Od roku 2003 se začala v Čadu těžit ropa a země měla velmi dobré předpoklady pro období prosperity. Ovšem spory v zemi vedly k obnovení občanské války. Déby přes odpor veřejného mínění a opozičních stran pozměnil ústavu, kde stálo, že prezident může vládnout jen dvě volební období. V roce 2006 se stal Déby potřetí prezidentem ve volbách, které opozice bojkotovala. Od roku 2005 je Čad ve válce se Súdánem. Súdánská vláda obviňuje Čad, že poskytuje své území rebelům bojujícím v Dárfúru proti centrální vládě. OSN se začala zabývat situací ve východním Čadu, který leží přímo vedle súdánského Dárfúru. Podle OSN se konflikt z Dárfúru rozšířil i do Čadu a genocida v oblasti byla srovnávána s dárfúrskou. Napjatou a nestabilní situaci v zemi dokládají dva neúspěšné puče z let 2006 a 2008, kdy rebelové obklíčili hlavní město a pokusili se svrhnout vládu. Čadská vláda obvinila z podpory povstalců sousední Súdán. Do Čadu uprchlo asi 200 000 uprchlíků z Dárfúru. V roce 2013 čadská vláda zmařila pokus o státní převrat.

## Státní symboly

### Vlajka
Čadská vlajka je tvořena listem o poměru stran 2::3 se třemi svislými pruhy modrým, žlutým a červeným.
V roce 1989 byl z rumunské vlajky odstraněn socialistický znak a vlajka se tak stala, až na odstín modrého pruhu, shodná s čadskou. Tento problém přednesl Čad v OSN již v roce 1989.

## Geografie

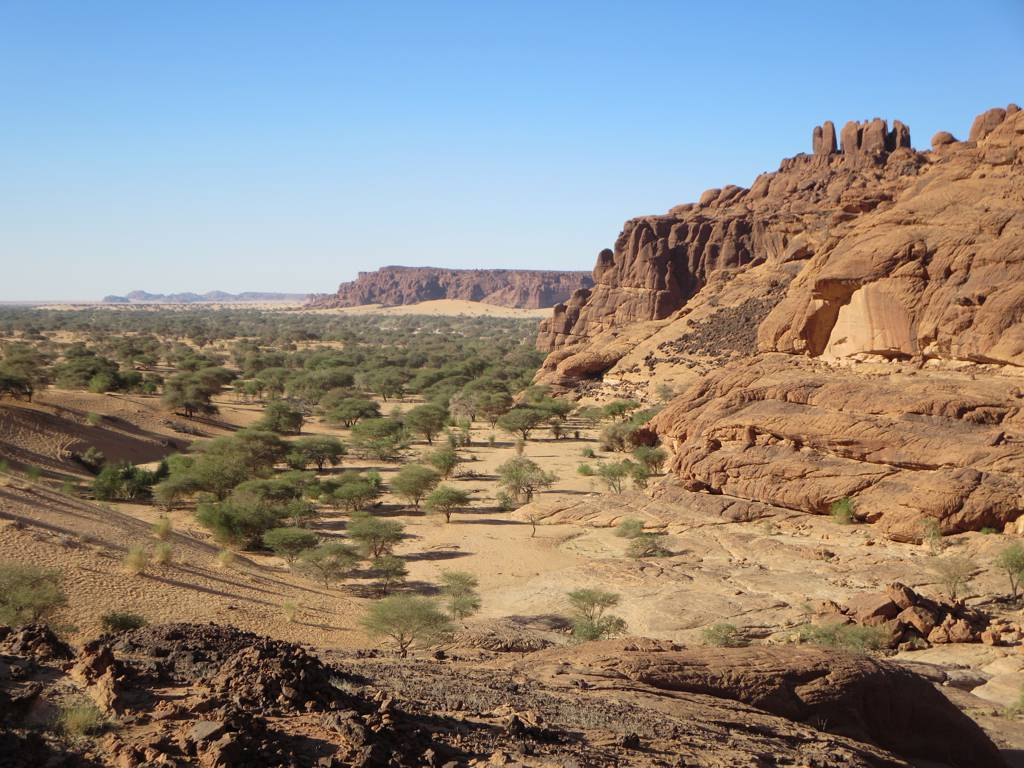
Náhorní plošina Ennedi

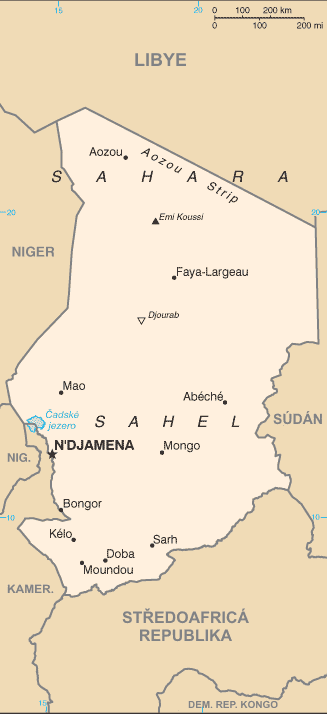
Mapa Čadu

Čad se nachází hluboko ve vnitrozemí Afriky, nejkratší vzdálenost ke Guinejskému zálivu i ke Středozemnímu moři činí asi 800 km. Státní hranice jsou v severní (saharské) části převážně umělé (geometrické), v jižní části zhusta vedené po vodních tocích. Povrch Čadu se všeobecně svažuje ze severu, východu a jihu do kotliny Čadského jezera při západní hranici a zejména do suché kotliny Bodélé severovýchodně od něj. V ní se nachází nejnižší bod státu (155 metrů nad mořem), zatímco Čadské jezero leží asi o 85 metrů výše. Nejvyšším pohořím státu je na severu Tibesti s několika třítisícovými vrcholy (nejvyšší Emi Koussi 3415 m). Na východě se zvedá nižší pohoří Ennedi (Hadjar Mornou 1310 m) a na jihovýchodě Ouaddaï s nejvyšším masivem Guèra (1800 m).
Stálé vodní toky se vyskytují pouze v jižní polovině státu, nejvýznamnější řekou je Šari s přítokem Logone, zajišťující 90 % přítoku do Čadského jezera. Od východu k Čadskému jezeru míří řeka Batha, ale její tok končí v jezeře Fitri. Do kotliny Bodélé ústí pouze řada vádí, z nichž největší Bahr el Ghazal je suchým kanálem vedoucím od Čadského jezera. Naprostá většina Čadu leží v bezodtoké oblasti, pouze okrajová část území na jihozápadě patří do povodí řeky Benue (úmoří Atlantiku).
Klima v centrální části země je polopouštní (tropické stepní), na severu pouštní, v pohoří Tibesti suché horské, a v rovinách a plošinách jihozápadně od Čadského jezera tropické savanové. Zde leží většina obdělávatelné půdy v zemi. Na začátku 20. století bývalo Čadské jezero druhým největším v Africe. Ještě v 60. letech mělo rozlohu 26 000 km², v roce 2000 však jeho rozloha klesla na méně než 1500 km². Je možné, že v horizontu několika desetiletí jezero zmizí úplně. Zemi silně ohrožuje dezertifikace.

### Významná města
Největšími městy jsou hlavní město N'Djamena (na soutoku řek Šari a Logone), dále pak na jihu Moundou, Sarh, Bongor, Doba a na východě Abéché.

## Demografie
| 1950 | 2,6  |
| 2000 | 7,9  |
| 2015 | 12,4 |

Obyvatelstvo je z 25,9 % Sárové, z 12,6 % Arabové. Zbytek obyvatelstva je rozdělen do mnoha etnik mezi které patří například Tedové, Mbumové, Masalitové, Fulbové či Mabové.

### Náboženství
Přes polovinu všech obyvatel tvoří muslimové (53 %). Pětina obyvatel jsou katolíci (20 %), o něco méně je protestantů (14 %). Zbytek tvoří animisté (7 %), ateisté (3 %) a různá další a nezjištěná náboženství (3 %).
Podle statistiky z roku 2015 je náboženská příslušnost v Čadu následující: muslimové 52,1%, protestantské církve 23,9%, římští katolíci 20%, tradiční náboženství 0,3%, další křesťanská společenství 0,2%, bez vyznání 2,8%, nezjištěno 0,7%. V muslimské populaci Čadu se 48% věřících hlásí k sunnitskému islámu, bezkonfesní islám vyznává 23% čadských muslimů, šíitský islám 21% a přibližně 4% se hlásí ke směru ahmadíja. Mnoho čadských muslimů se hlásí k různým súfijským řádům. Nejrozšířenější je Tidžáníja. Vzhledem k otevřenosti tradičním africkým náboženstvím se islámu v zemích sahelské a subsaharské Afriky někdy říká černý islám (Black Islam). Malá menšina čadských muslimů se hlásí k salafismu. Římští katolíci představují největší křesťanskou denominaci v zemi. Většina protestantů je spojena s rozličnými evangelikálními křesťanskými skupinami. V zemi jsou v malých počtech také přítomni členové komunity Baháʼí a Svědkové Jehovovi. Obě víry byly zavedeny po získání nezávislosti v roce 1960, a proto jsou v zemi považovány za „nová“ náboženství. K tradičním náboženstvím se formálně hlásí malý počet obyvatel, ovšem ve skutečnosti mnoho muslimů a křesťanů zároveň vyznává jedno z lokálních tradičních náboženství, případně kult předků (vícečetná náboženská identita) nebo přímo synkretismus jednoho z monoteismů a některého z tradičních náboženství. Zejména na jihu Čadu je množství tradičních náboženství jako je bori, bwiti, středoafrické formy vodunu, okrajově se lze setkat s náboženskými fenomény jako je Nkisi Nkondi.

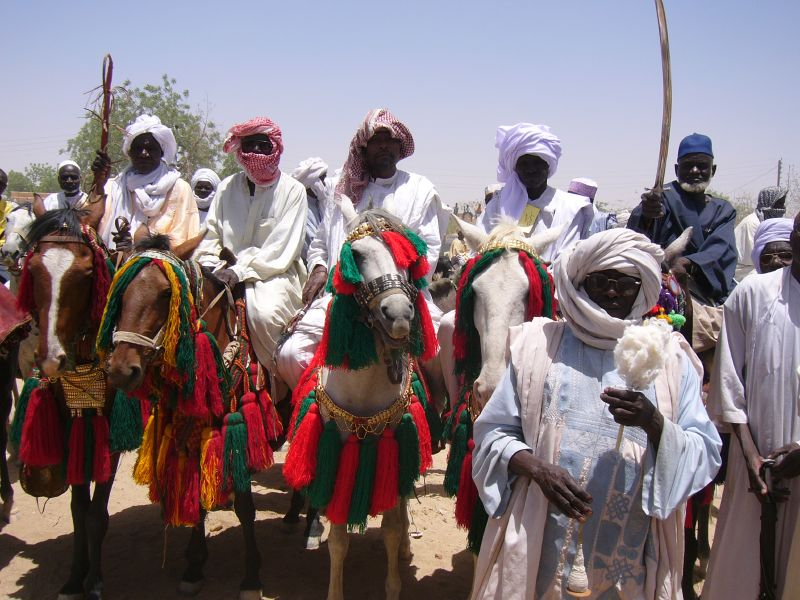
Obyvatelé Čadu

## Ekonomika
Po dlouholeté občanské válce patřil HDP Čadu mezi nejnižší na světě a čadská ekonomika byla závislá na zahraniční rozvojové pomoci. Po objevení a začátku využívání zásob ropy na jihu země se situace začíná zlepšovat. Americké konsorcium za pomoci Světové banky postavilo ropovod na pobřeží Kamerunu. 80 procent obyvatel zaměstnává zemědělství, ale obdělává se jen 3 % rozlohy Čadu. Vyváží se bavlna, dobytek, podzemnice olejná a ropa, zejména do USA, Tchaj-wanu a Portugalska. Dovážet se musí prakticky veškeré spotřební zboží, hlavně z Francie a Kamerunu.

## Politika

### Hlavy nezávislého státu
- 11. srpna 1960 – 23. dubna 1962 – (François) N'Garta Tombalbaye – hlava státu
- 23. dubna 1962 – 13. dubna 1975 – (François) N'Garta Tombalbaye – prezident; PPT, MNRCS
- 13. dubna 1975 – 15. dubna 1975 – Noël Milarew Odingar – prozatímní hlava státu; voj.
- 15. dubna 1975 – 12. května 1975 – Félix Malloum N'Gakoutou – předseda Vyšší vojenské rady; voj
- 12. května 1975 – 29. srpna 1978 – Félix Malloum N'Gakoutou – hlava státu; voj.
- 29. srpna 1978 – 23. března 1979 – Félix Malloum N'Gakoutou – prezident; voj.
- 23. března 1979 – 29. dubna 1979 – Goukouni Oueddei – předseda Prozatímní státní rady; FROLIANT-FAP
- 29. dubna 1979 – 3. září 1979 – Lol Mahamat (Mohamed) Choua (Shawa) – předseda Přechodné vlády národní jednoty; MPLT
- 3. září 1979 – 10. listopadu 1979 – Goukouni Oueddei – předseda Prozatímního administrativního výboru; FROLIANT-FAP
- 10. listopadu 1979 – 7. června 1982 – Goukouni Oueddei – předseda Přechodné vlády národní jednoty; FROLIANT-FAPIdriss Déby (vpravo) vládne v Čadu od roku 1990

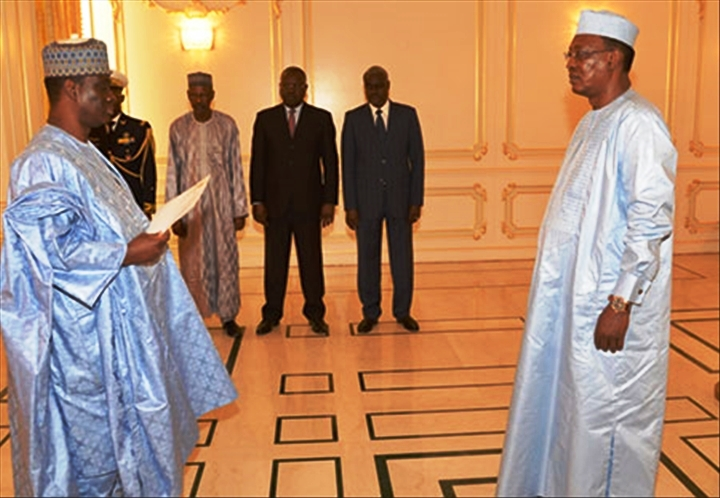
Idriss Déby (vpravo) vládne v Čadu od roku 1990

- 7. června 1982 – 19. června 1982 – Hissène Habré – předseda Rady velení armádních sil severu; FAN
- 19. června 1982 – 21. října 1982 – Hissène Habré – předseda státní rady; FAN
- 21. října 1982 – 1. prosince 1990 – Hissène Habré – prezident; FAN, UNIR
- 1. prosince 1990 – 2. prosince 1990 – Jean Alingué Bawoyeu – úřadující prezident; UDR
- 2. prosince 1990 – 4. prosince 1990 – Idriss Déby Itno – předseda Vlasteneckého hnutí spásy; MPS
- 4. prosince 1990 – 4. března 1991 – Idriss Déby Itno – hlava státu; MPS
- od 4. března 1991 – Idriss Déby Itno – prezident; MPS